# Еутиреоз
Еутиреоз (грец. eu та thyreoidea — добре і щитоподібна залоза) — це нормальне функціонування щитоподібної залози, при якому тиреотропний гормон (ТТГ або англ. thyroid stimulation hormone, TSH) виділяється гіпофізом в фізіологічній для організму кількості, що тримає рівень основних тиреоїдних гормонів (тироксин та трийодтиронін) на достатньому рівні.

Протилежними до еутиреозу станами є гіпотиреоз, при якому спостерігається зниження рівня тироксину та трийодтироніну, та гіпертиреоз, при якому визначається підвищення рівня цих гормонів.